# Rödsjöarna (Tännäs socken, Härjedalen, 693949-134514)
Rödsjöarna är en sjö i Härjedalens kommun i Härjedalen och ingår i Ljusnans huvudavrinningsområde. Sjön har en area på 0,23 kvadratkilometer och ligger 862,9 meter över havet. Sjön avvattnas av vattendraget Röan.

## Delavrinningsområde
Rödsjöarna ingår i det delavrinningsområde (693383-134110) som SMHI kallar för Mynnar i Lossen. Medelhöjden är 854 meter över havet och ytan är 25,94 kvadratkilometer. Det finns inga avrinningsområden uppströms utan avrinningsområdet är högsta punkten. Röan som avvattnar avrinningsområdet har biflödesordning 2, vilket innebär att vattnet flödar genom totalt 2 vattendrag innan det når havet efter 378 kilometer. Avrinningsområdet består mestadels av skog (70 procent) och kalfjäll (19 procent). Avrinningsområdet har 0,57 kvadratkilometer vattenytor vilket ger det en sjöprocent på 2,2 procent.